# Javi Martínez
Pour les articles homonymes, voir Martinez.
Martínez  Aginaga est un nom espagnol. Le premier nom de famille, en général paternel, est Martínez ; le second, en général maternel, souvent omis, est Aginaga.
Javier Martínez Aginaga, connu sous le nom de Javi Martínez, est un footballeur international espagnol né le 2 septembre 1988 à Estelle-Lizara (Navarre). Il joue au Al Bidda SC (en). Joueur extrêmement polyvalent, son poste de prédilection est milieu de terrain mais il peut aussi jouer au poste de défenseur central.

## Biographie

### Club
Martinez signe en 2006 pour le club de l'Athletic Bilbao à l'âge de 17 ans et pour 6 millions d'euros en provenance d'Osasuna, club pour lequel il n'a jamais évolué en équipe première. Évoluant en équipe B, il dispute 32 matches (pour 2 buts) lors de la saison 2005-2006.
À Bilbao, il s'impose d'entrée et brille lors de la victoire de son équipe face à La Corogne marquant à deux reprises le 16 décembre 2006. Disputant 35 matches lors de sa première saison, il finit avec 3 buts à son compteur.
En 2009, il contribue grandement à l'excellent parcours de son club en Coupe du Roi, finaliste cette saison-là face à Barcelone. La saison suivante, Martínez et les Basques se distinguent de nouveau, en accédant à une sixième place européenne qualificative pour la Ligue Europa 2011-2012. Cette saison-là et comme il le fait depuis son arrivée à Bilbao en 2006 (soit 5 saisons), il dispute une saison quasi complète à plus de 32 matches.
Lors de la saison 2011-2012, son entraîneur Marcelo Bielsa le replace et le fait évoluer en défense centrale. 
Le 29 août 2012, il signe un contrat de cinq ans en faveur du Bayern Munich pour une somme de 40 millions d'euros. Ce transfert devient le plus cher de l'histoire de la Bundesliga.
Le joueur basque fait sa première apparition le 2 septembre 2012, le jour de ses 24 ans. Il rentre en jeu à la 77e minute d'un match gagné 6-1 face au VfB Stuttgart.
Au fur et à mesure l'Espagnol s'impose comme un titulaire indiscutable au sein de l'effectif bavarois. Au terme d'une saison incroyable avec le Bayern Munich, il obtient son premier titre en club  : il est vainqueur du Championnat d'Allemagne. Titre qu'il célèbre après le match face au FC Augsbourg, victoire 3 à 0, le 11 mai 2013. Il remporte la Ligue des champions cette même année face au Borussia Dortmund, victoire 2 à 1.
Le 13 août 2014, il participe à la Supercoupe d'Allemagne perdue par le Bayern contre Dortmund. Au cours de la rencontre, il se blesse et quitte ses partenaires. Il est atteint d'une rupture des ligaments croisés à son genou droit et est absent plusieurs mois.
En 2020, il remporte encore une fois la Ligue des Champions face au PSG (victoire 1-0).
Après 9 saisons, 269 matchs joués et 17 buts marqués, et en fin de contrat, il s'engage au Qatar SC en juin 2021.

### Sélection nationale

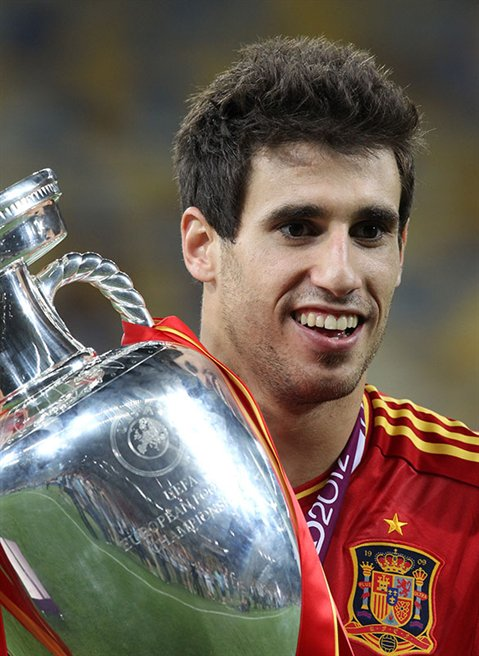
Javi Martinez avec le trophée de l'Euro 2012.

À l'âge de 19 ans, Martinez est sollicité par le sélectionneur de l'équipe d'Espagne espoirs pour le Championnat d'Europe espoirs 2009 en Suède. Son équipe ne parvient pas s'extraire de la phase de poules.
Javi Martinez débute avec l'Espagne le 29 mai 2010 lors d'un match amical à Innsbruck face à l'Arabie saoudite (victoire 3 à 2 de l'Espagne) en remplaçant Xavi à la 81e minute.
Appelé dans le groupe des 23 Espagnols à la Coupe du monde 2010, Javi Martinez remplace à 20 minutes de la fin, Xabi Alonso, blessé, lors de la victoire des siens face au Chili (2-1) le 25 juin 2010. Il suit la suite de la compétition et la victoire finale de la Roja sur le banc. 
Quelques semaines plus tard, il aide la sélection espagnole Espoir à décrocher le troisième Euro de son Histoire au Championnat d'Europe espoirs 2011 au Danemark.
En 2012, il remporte le Championnat d'Europe en Ukraine et Pologne.
Le 3 juillet 2012, il fait partie des 22 joueurs sélectionnés par Luis Milla pour disputer les Jeux olympiques de Londres avec l'Espagne.

### Vie privée
Un de ses frères, Álvaro est aussi footballeur. Évoluant dans des divisions secondaires, il a joué à un certain moment en deuxième division au SD Eibar.

## Statistiques détaillées
| Saison                | Club                  | Championnat           | Championnat | Championnat | Coupe(s) nationale(s) | Coupe(s) nationale(s) | Supercoupe | Supercoupe | Compétition(s) continentale(s) | Compétition(s) continentale(s) | Compétition(s) continentale(s) | Supercoupe de l'UEFA | Supercoupe de l'UEFA | Coupe du monde des clubs | Coupe du monde des clubs | Espagne | Espagne | Total | Total |
| Saison                | Club                  | Division              | M.          | B.          | M.                    | B.                    | M.         | B.         | Comp.                          | M.                             | B.                             | M.                   | B.                   | M.                       | B.                       | M.      | B.      | M.    | B.    |
| 2005-2006             | CA Osasuna B          | Segunda B             | 32          | 3           | -                     | -                     | 0          | 0          | -                              | -                              | -                              | -                    | -                    | -                        | -                        | -       | -       | 32    | 3     |
| Sous-total            | Sous-total            | Sous-total            | 32          | 3           | -                     | -                     | 0          | 0          | -                              | -                              | -                              | -                    | -                    | -                        | -                        | -       | -       | 32    | 3     |
| 2006-2007             | Athletic Bilbao       | Liga                  | 35          | 3           | 1                     | 0                     | 0          | 0          | -                              | -                              | -                              | -                    | -                    | -                        | -                        | -       | -       | 36    | 3     |
| 2007-2008             | Athletic Bilbao       | Liga                  | 34          | 0           | 2                     | 0                     | 0          | 0          | -                              | -                              | -                              | -                    | -                    | -                        | -                        | -       | -       | 36    | 0     |
| 2008-2009             | Athletic Bilbao       | Liga                  | 32          | 5           | 9                     | 1                     | 0          | 0          | -                              | -                              | -                              | -                    | -                    | -                        | -                        | -       | -       | 41    | 6     |
| 2009-2010             | Athletic Bilbao       | Liga                  | 34          | 6           | 1                     | 1                     | 0          | 0          | C3                             | 11                             | 2                              | -                    | -                    | -                        | -                        | 3       | 0       | 49    | 9     |
| 2010-2011             | Athletic Bilbao       | Liga                  | 35          | 4           | 3                     | 0                     | 0          | 0          | -                              | -                              | -                              | -                    | -                    | -                        | -                        | 1       | 0       | 39    | 4     |
| 2011-2012             | Athletic Bilbao       | Liga                  | 31          | 4           | 9                     | 0                     | 0          | 0          | C3                             | 14                             | 0                              | -                    | -                    | -                        | -                        | 4       | 0       | 58    | 4     |
| Sous-total            | Sous-total            | Sous-total            | 201         | 22          | 25                    | 2                     | 0          | 0          | -                              | 25                             | 2                              | -                    | -                    | -                        | -                        | 8       | 0       | 259   | 26    |
| 2012-2013             | Bayern Munich         | Bundesliga            | 27          | 3           | 5                     | 0                     | 0          | 0          | C1                             | 11                             | 0                              | -                    | -                    | -                        | -                        | 5       | 0       | 48    | 3     |
| 2013-2014             | Bayern Munich         | Bundesliga            | 18          | 0           | 5                     | 0                     | 0          | 0          | C1                             | 8                              | 0                              | 1                    | 1                    | 2                        | 0                        | 5       | 0       | 39    | 1     |
| 2014-2015             | Bayern Munich         | Bundesliga            | 1           | 0           | 0                     | 0                     | 0          | 0          | C1                             | 1                              | 0                              | -                    | -                    | -                        | -                        | -       | -       | 2     | 0     |
| 2015-2016             | Bayern Munich         | Bundesliga            | 16          | 1           | 3                     | 0                     | 1          | 0          | C1                             | 8                              | 0                              | -                    | -                    | -                        | -                        | -       | -       | 28    | 1     |
| 2016-2017             | Bayern Munich         | Bundesliga            | 25          | 1           | 5                     | 1                     | 0          | 0          | C1                             | 7                              | 0                              | -                    | -                    | -                        | -                        | -       | -       | 37    | 2     |
| 2017-2018             | Bayern Munich         | Bundesliga            | 22          | 1           | 4                     | 1                     | 1          | 0          | C1                             | 10                             | 1                              | -                    | -                    | -                        | -                        | -       | -       | 37    | 3     |
| 2018-2019             | Bayern Munich         | Bundesliga            | 21          | 3           | 4                     | 0                     | 1          | 0          | C1                             | 6                              | 1                              | -                    | -                    | -                        | -                        | -       | -       | 32    | 4     |
| 2019-2020             | Bayern Munich         | Bundesliga            | 16          | 0           | 1                     | 0                     | 1          | 0          | C1                             | 7                              | 0                              | -                    | -                    | -                        | -                        | -       | -       | 25    | 0     |
| 2020-2021             | Bayern Munich         | Bundesliga            | 19          | 0           | 1                     | 0                     | 1          | 0          | C1                             | 8                              | 0                              | 1                    | 1                    | -                        | -                        | -       | -       | 30    | 1     |
| Sous-total            | Sous-total            | Sous-total            | 165         | 9           | 28                    | 2                     | 5          | 0          | -                              | 66                             | 2                              | 2                    | 2                    | 2                        | 0                        | 10      | 0       | 278   | 15    |
| Total sur la carrière | Total sur la carrière | Total sur la carrière | 398         | 34          | 53                    | 4                     | 5          | 0          | -                              | 91                             | 4                              | 2                    | 2                    | 2                        | 0                        | 18      | 0       | 569   | 44    |

## Palmarès

### En club
| Athletic Bilbao :                                                                  | Bayern Munich (24) : |
| ---------------------------------------------------------------------------------- | --- |
| - Ligue Europa : - Finaliste : 2012 - Coupe d'Espagne : - Finaliste : 2009 et 2012 | - Ligue des champions : - Vainqueur : 2013 et 2020 - Supercoupe d'Europe : - Vainqueur : 2013 et 2020 - Coupe du monde des clubs de la FIFA : - Vainqueur : 2013 et 2020 - Championnat d'Allemagne : - Vainqueur : 2013, 2014, 2015, 2016, 2017, 2018, 2019, 2020 et 2021 - Coupe d'Allemagne : - Vainqueur : 2013, 2014, 2016, 2019 et 2020 - Supercoupe d'Allemagne : - Vainqueur : 2016, 2017, 2018 et 2020 |

### En sélection
| Équipe d'Espagne (2) :                                                        | Équipe d'Espagne espoir (1) :                     | Équipe d'Espagne -19 ans (1) :                        |
| ----------------------------------------------------------------------------- | ------------------------------------------------- | ----------------------------------------------------- |
| - Coupe du monde - Vainqueur : 2010 - Championnat d'Europe - Vainqueur : 2012 | - Championnat d'Europe espoirs - Vainqueur : 2011 | - Championnat d'Europe des -19 ans - Vainqueur : 2007 |

### Distinctions personnelles
- Prix Don Balón de révélation de la Liga en 2010
- Membre de l'équipe type du championnat d'Espagne en 2012